# École de commerce de Charleville-Mézières

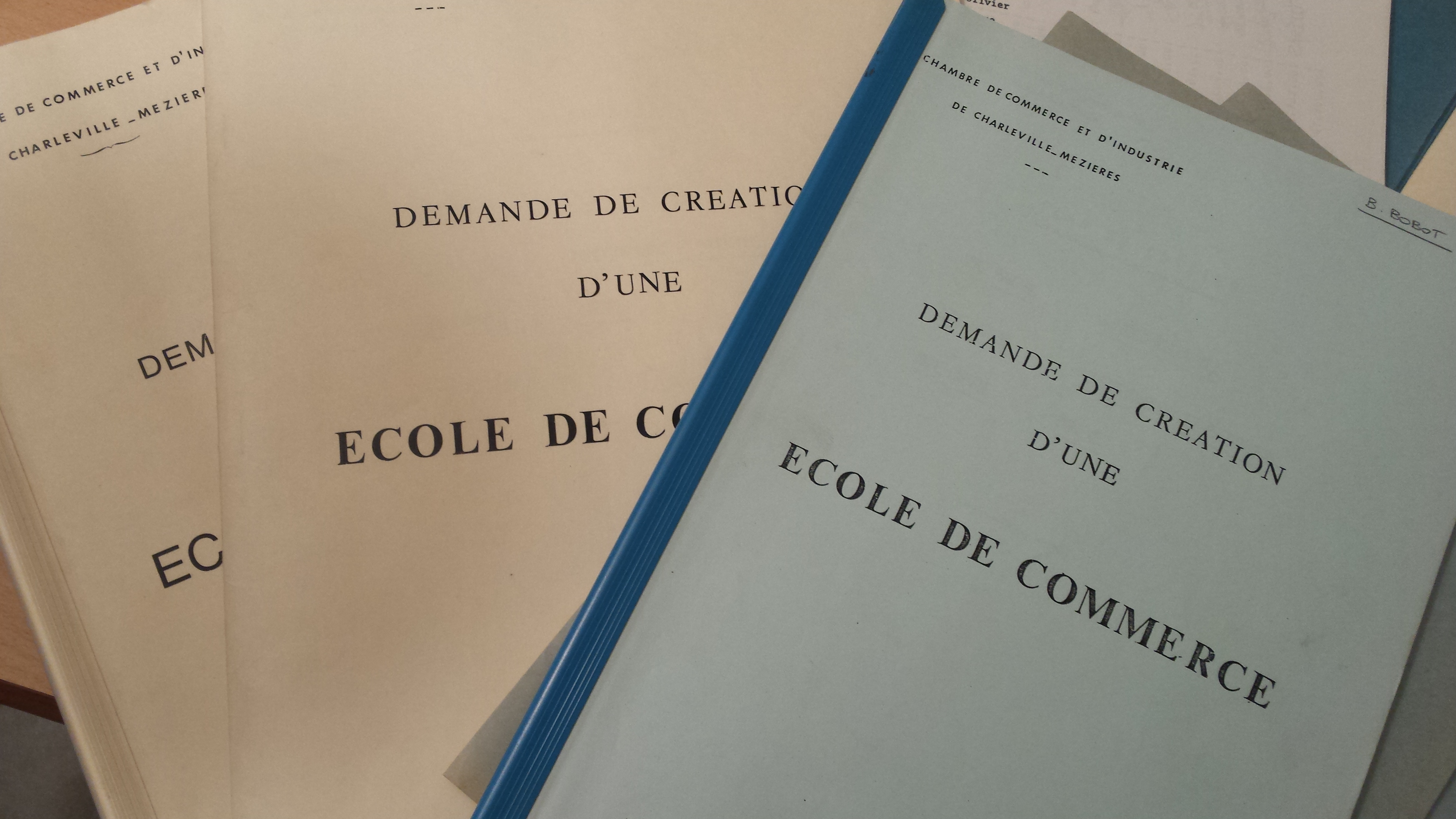
Documents d'archives de 1975 posant les bases de la création de l'école.

L’École de Gestion et de Commerce de Charleville-Mézières est une école de commerce fondée en 1975 dans les Ardennes au sein de la Chambre de Commerce et d'Industrie des Ardennes. Elle est à l'origine du Réseau Bachelor EGC et a été créée de manière à répondre aux besoins en compétences des entreprises du territoire.

## Histoire

### Création
En 1975, la CCI de Charleville-Mézières sous l'impulsion de son Président Maurice Perin décide de créer une école avec l'ambition de former des cadres pour les entreprises du département.
La première promotion intègre l'école en 1976 sous la Présidence d'André Perceval, la collaboration de Jacques Jeanteur et la direction de Bernard Bobot.

### International
En 1987, sous l’impulsion de Philippe Mathot, l'école intègre le réseau national des écoles de commerce consulaires et passe du BAC+2 au BAC+3. En 1989, l’École s'ouvre à l’international avec une première destination : Houston au Texas. Par la suite ( 2008 ), Malaga, Londres, Munich, Francfort et San Francisco vont s'ajouter à la liste des stages à l'étranger. En 2010, l'EGC de Charleville-Mézières exige un TOEIC de 750 pour obtenir le Bachelor.

### Diplôme
L'école délivre un diplôme de Responsable en marketing, commercialisation et gestion, enregistré au Répertoire national des certifications professionnelles à niveau II (bac+3). Le taux d'employabilité dépasse les 90% durant les 6 mois suivant le diplôme,

## Développement et perspectives
L’École de commerce de Charleville-Mézières s'inscrit dans le développement du territoire des Ardennes, et a disposé de la participation du Pôle formation de la CCI des Ardennes à la création d'un campus dans la zone Moulin-Leblanc, dans le chef-lieu du département,,.
À ce titre, l'IFAG et l'école des codeurs (Simplon) devraient y faire leur apparition en 2017 aux côtés de l'ISCEE (DCG),.